# Дачі (зупинний пункт)
Да́чі — пасажирський залізничний зупинний пункт Куп'янської дирекції Південної залізниці на електрифікованій лінії Зелений Колодязь — Коробочкине між станціями Есхар (3 км) та Чугуїв (4 км). Розташований за кількасот метрів між селищем Есхар та садовим товариством «Зеніт» у Чугуївському районі Харківської області.

## Пасажирське сполучення
На платформі Дачі зупиняються приміські поїзди Харківського та Чугуївського напрямків.